# فهرست میراث جهانی در اتریش
میراث جهانی در اتریش شامل ۱۰ اثر از مکان‌های تاریخی فرهنگی و طبیعی در اتریش می‌باشد. سایت‌های میراث جهانی سازمان آموزشی، علمی و فرهنگی ملل متحد، یونسکو مکان‌هایی هستند که دارای اهمیت فرهنگی یا طبیعی هستند، همان‌طور که در پیمان‌نامه میراث جهانی، که در سال ۱۹۷۲ تأسیس شده، شرح داده شده‌است. اتریش این پیمان‌نامه را در تاریخ ۱۸ مه ۱۹۹۲ پذیرفت و مکان‌های تاریخی سرزمین اتریش را برای ورود به این فهرست واجد شرایط دانست.
مکان‌های اتریش برای اولین بار در بیستمین نشست کمیته میراث جهانی، که در مریدا، مکزیک در سال ۱۹۹۶ برگزار شد ثبت شدند. در آن جلسه، دو مکان مرکز تاریخی سالزبورگ، و کاخ و باغ‌های شون‌برون به عنوان نخستین آثار این کشور ثبت رسیدند. از سال ۲۰۲۱، اتریش دارای ۱۲ مکان ثبت شده و ۱۰ میراث دیگر در فهرست آزمایشی آن است. پنج سایت میراث جهانی اتریش با کشورهای دیگر مشترک است. در سال ۲۰۱۷، سایت مرکز تاریخی وین به دلیل ساخت ساختمان‌های مرتفع جدید برنامه‌ریزی شده در فهرست میراث جهانی در معرض خطر ثبت شد. گراتس مرکز استان استایرا و دومین شهر بزرگ اتریش با ۳۳۱۵۶۲ نفر جمعیت است. این شهر در حدود ۱۳۰ کیلومتر مربع در دره رودخانه مور، در دامنه کوه‌های آلپ گسترش یافته‌است. مرکز تاریخی در سال ۱۹۹۹ تحت معیارهای (ii) و (iv) در فهرست میراث جهانی ثبت شده‌است. مرکز تاریخی گراتس و دژ اگنبرگ ترکیبی هماهنگ از سبک‌های معماری و جنبش‌های هنری هستند که از قرون وسطی تا قرن هجدهم در بسیاری از مناطق همسایه اروپای مرکزی و مدیترانه جانشین یکدیگر شده‌اند. آن‌ها مجموعه‌ای متنوع و بسیار جامع از نمونه‌های معماری، تزئینی و منظره‌ای از این تبادلات تأثیر را در خود جای می‌دهند. گزارش‌های وضعیت حفاظت که بین سال‌های ۲۰۰۴ تا ۲۰۰۹ به کمیته میراث جهانی ارائه شد مسائل مربوط به فشارهای توسعه شهری و چارچوب‌های مدیریتی ناقص را نمایان ساخت. پس از اعزام یک مأموریت مشترک تخصصی یونسکو/ایکوموس به این ملک در اکتبر ۲۰۰۶، دولت عضو از توصیه‌های این مأموریت پیروی کرد و یک طرح مدیریتی و یک طرح جامع برای اموال میراث جهانی و همچنین جزئیات بیشتر در مورد پروژه‌های توسعه پیشنهادی و در حال انجام ارائه کرد. در سال ۲۰۱۰، مرزهای سایت میراث جهانی گسترش یافت و شامل قلعه اگنبرگ و محور تاریخی است که مرکز شهر را به قلعه متصل می‌کند.
مرکز تاریخی شهر سالزبورگ در سال ۱۹۹۶ تحت معیارهای (ii), (iv) و (vi) در فهرست میراث جهانی ثبت شد. سالزبورگ توانسته‌است بافت شهری فوق‌العاده غنی را حفظ کند، که در طول دوره قرون وسطی تا قرن ۱۹ توسعه یافته‌است. گزارش‌های وضعیت حفاظتی که بین سال‌های ۲۰۰۰ تا ۲۰۲۱ به کمیته میراث جهانی ارائه شده‌است، مسائل جاری را در مورد چارچوب قانونی و مدیریتی، به ویژه در مورد ساخت و ساز توسعه جدید به گونه‌ای که ارزش جهانی برجسته سایت حفظ شود و مقیاس شهری موجود حفظ شود را مطرح کرد. الگوهای تاریخی سال ۲۰۲۱، کمیته میراث جهانی تعدادی از پروژه‌های گسترش شهر را بررسی کرد که برخی از آنها قبل از توافق بر سر طرح‌هایشان تکمیل شدند. به گفته مدیر سایت، برخی از چالش‌های پیش روی این سایت شامل فشارهای توسعه شهری، گردشگری انبوه، ترافیک، زیرساخت‌ها، چارچوب قانونی طولانی مدت (تدوین شده در سال ۱۹۶۷) و بازنگری در برنامه مدیریت است. از سوی دیگر، این شهر میراث فرهنگی خود را منبع فرصت‌هایی مانند سنت جشنواره و رویدادهای فرهنگی خود می‌بیند.

## میراث جهانی
یونسکو سایت‌ها را با ده معیار فهرست می‌کند. هر ورودی باید حداقل یکی از معیارها را داشته باشد.
| #  | نگاره                            | نام                                          | موقعیت                                                 | سال  | ش ثبتمعیارها        | شرح | م             |
| ۱  |                                  | مرکز تاریخی سالزبورگ                         | زالتسبورگ                                              | ۱۹۹۶ | ۷۸۴ii, iv, vi       | سالزبورگ نقش مهمی در تبادل بین فرهنگ ایتالیایی و آلمانی ایفا کرد که در نتیجه شکوفایی این دو فرهنگ و تبادل طولانی مدت بین آنها انجام شد که به ویژه در معماری باروک قابل مشاهده است. سالزبورگ نمونه بارز یک دولت-شهر کلیسایی اروپایی است که در نتیجه بسیاری از ساختمان‌های مهم، چه سکولار و چه مذهبی، از معماری گوتیک تا قرن بیستم در آن ساخته شده‌است. این شهر همچنین به دلیل ارتباط با هنر، به ویژه با آهنگساز ولفگانگ آمادئوس موتسارت، به خوبی شناخته شده‌است. | [ ۸ ] [ ۹ ]   |
| ۲  |                                  | کاخ شون‌برون                                  | وین                                                    | ۱۹۹۶ | ۷۸۶i, iv            | شون‌برون از قرن ۱۸ تا ۱۹۱۸ محل اقامت دودمان هابسبورگ بود. این بنا به سبک روکوکو به عنوان یک پروژه واحد و یکپارچه ساخته شد. این باغ توسط معماران یوهان برنهارد فیشر فن ارلاخ و نیکولاس پاکاسی طراحی شده‌است و محل قدیمی‌ترین باغ‌وحش جهان است. | [ ۱۰ ]        |
| ۳  | Hallstatt town at the lake       | سالزکامرگوت                                  | زالتسبورگ                                              | ۱۹۹۷ | ۸۰۶iii, iv          | استخراج معادن نمک که از هزاره دوم قبل از میلاد مورد بهره‌برداری قرار گرفت، رونق را برای منطقه به ارمغان آورد. نام این شهر به فرهنگ هالشتات، جامعه‌ای عصر آهن نسبت داده شده‌است. این منطقه همچنین به دلیل رشته‌کوه‌ها و غارهایش معروف است که طولانی‌ترین آنها به طول ۸۱ کیلومتر (۵۰ مایل) می‌رسد. | [ ۱۱ ]        |
| ۴  |                                  | سمرینگ                                       | گلوگنیتس، سومرینگ، اتریش                               | ۱۹۹۸ | ۷۸۵ii, iv           | راه‌آهن سمرینگ بین سال‌های ۱۸۴۸ و ۱۸۵۴ ساخته شد و ۴۱ کیلومتر از کوه‌های ناهموار را پوشش می‌دهد. این پروژه در روزهای اولیه ساخت راه‌آهن انجام شد و نیاز به چند نوآوری داشت. تونل‌ها، گذرراه‌ها و سازره‌های دیگر امروزه همچنان مورد استفاده قرار می‌گیرند. | [ ۱۲ ]        |
| ۵  |                                  | مرکز تاریخی گراتس و قلعه اگنبرگ              | گراتس                                                  | ۱۹۹۹ | ۹۳۱ii, iv           | شاخه‌ای از خانواده هابسبورگ قرن‌ها در گراتس زندگی می‌کردند. هابسبورگ‌ها و دیگر اشراف محلی، گراتس را در طول قرن‌ها زیبا و گسترش دادند و به شهری با ساختمان‌های بزرگ به سبک‌های مختلف منتهی شدند. | [ ۱۳ ]        |
| ۶  |                                  | چشم‌انداز فرهنگی واخائو                       | نیدراسترایش                                            | ۲۰۰۰ | ۹۷۰ ii, iv          | واخائو دره‌ای به طول ۴۰ کیلومتر در امتداد رودخانه دانوب بین ملک و کرمس آن در دوناو است. این دره در دوران ماقبل تاریخ سکونت داشته و از آن زمان به بعد منطقه‌ای مهم بوده‌است. این شهر خانه تعدادی شهرک تاریخی، روستا، صومعه، قلعه و خرابه است. | [ ۱۴ ]        |
| ۷  |                                  | فرتو                                         | بورگن‌لاند                                              | ۲۰۰۱ | ۷۷۲ v               | ناحیه دریاچه فرتو به مدت هشت هزار سال توسط مردمان مختلف مسکونی بوده‌است. شبکه اصلی شهرها و روستاها مربوط به قرن ۱۲ و ۱۳ است. چندین کاخ در قرن ۱۸ و ۱۹ نیز در ان ساخته شد. این سایت به‌طور مشترک با مجارستان به ثبت رسید. | [ ۱۵ ]        |
| ۸  |                                  | مرکز تاریخی وین                              | وین                                                    | ۲۰۰۱ | ۱۰۳۳ii, iv, vi      | وین، پایتخت پادشاهی هابسبورگ، مدتهاست که به عنوان پایتخت موسیقی اروپا شناخته شده‌است. مرکز تاریخی شهر غنی از مجموعه‌های معماری به سبک‌های مختلف، از جمله قلعه‌ها و باغ‌های باروک، و همچنین رینگ‌اشتراسه در اواخر قرن نوزدهم است. در سال ۲۰۱۷، این مکان به دلیل ساخت ساختمان‌های مرتفع جدید برنامه‌ریزی شده در فهرست میراث جهانی در معرض خطر ثبت شد. | [ ۱۶ ] [ ۱۷ ] |
| ۹  |                                  | آبسراهای پیش از تاریخ پیرامون آلپ            | آترزی ام آترزی، کویچاخ امسی، موندسی و سیوالشن ام آترزی | ۲۰۱۱ | ۱۳۶۳ iv, v          | این سایت شامل بقایای سکونتگاه‌های پیش از تاریخ انباشته‌ای در داخل و اطراف آلپ است که از حدود ۵۰۰۰ تا ۵۰۰ پیش از میلاد در حاشیه دریاچه‌ها، رودخانه‌ها یا تالاب‌ها ساخته شده‌اند و حاوی انبوهی از اطلاعات در مورد زندگی و تجارت در فرهنگ‌های کشاورزی نوسنگی و عصر برنز در اروپای آلپی هستند. از این مجموعه پنج سایت در اتریش ثبت شده‌است. این مجموعه به‌طور مشترک بین فرانسه، آلمان، ایتالیا، اسلوونی و سوئیس به ثبت رسیده‌است.                                          | [ ۱۸ ] [ ۱۹ ] |
| ۱۰ |                                  | جنگل‌های کهنسال راش کارپات و مناطق دیگر اروپا | دورنشتاین و پارک ملی کالکالپن                          | ۲۰۱۷ | ۱۱۳۳ix              | جنگل‌های کهنسال راش کارپات برای مطالعه گسترش درخت راش (Fagus sylvatica) در نیمکره شمالی در محیط‌های مختلف جنگل استفاده می‌شوند. این سایت برای اولین بار در سال ۲۰۰۷ در اسلواکی و اوکراین ثبت شد. در سال‌های ۲۰۱۱، ۲۰۱۷ و ۲۰۲۱ گسترش یافت تا جنگل‌های ۱۸ کشور را شامل شود. پنج جنگل در اتریش در سال ۲۰۱۷، یک جنگل در دورنشتاین و چهار جنگل در کالکالپن در این کشور ثبت شدند.                                                                                       | [ ۲۰ ]        |
| ۱۱ | Map of Danubian Limes in Austria | لیمس دانوبی                                  | نیدراسترایش، اوبراسترایش، وین                          | ۲۰۲۱ | ۱۶۰۸ ii, iii, iv    | لیمس دانوبی، شبکه‌ای از استحکامات در امتداد رودخانه دانوب است که از مرزهای امپراتوری روم محافظت می‌کرد. بخش موجود در اتریش ۳۵۷٫۵ کیلومتر (۲۲۲٫۱ مایل) طول دارد و شامل سایت‌هایی در ۴۶ مکان است. این سایت با آلمان و اسلواکی مشترک ثبت شده‌است. | [ ۲۱ ]        |
| ۱۲ | Park entrance in Baden bei Wien  | شهرهای آبگرم طبیعی مهم اروپا                 | بادن بی وین                                            | ۲۰۲۱ | ۱۶۱۳ii, iii, iv, vi | شهرهای بزرگ آبگرم اروپا شامل ۱۱ شهرک آبگرم در هفت کشور اروپایی است که قبل از توسعه داروهای صنعتی در قرن ۱۹ از آب معدنی برای اهداف درمانی و دارویی استفاده می‌شد. شهر بادن بی وین در اتریش از جمله شهرهای بزرگ آبگرم اروپا است. | [ ۲۲ ]        |

## فهرست آزمایشی
علاوه بر سایت‌های موجود در فهرست میراث جهانی، کشورهای عضو می‌توانند فهرستی از سایت‌های آزمایشی را که ممکن است برای نامزدی در نظر بگیرند، در این فهرست قرار دهند. نامزدها در فهرست میراث جهانی تنها در صورتی پذیرفته می‌شوند که سایت قبلاً در فهرست آزمایشی قرار داشته باشد.
تا تاریخ ۲۰۱۹، اتریش ۱۲ سایت را در فهرست آزمایشی خود ثبت کرد.
| #  | نگاره                         | نام                                       | موقعیت                    | سال  | ش ثبتمعیارها          | شرح | م      |
| ۱  | Kremsmünster Abbey            | دیر کرمسمونستر                            | کرمسمونستر                | ۱۹۹۴ | ۲۸ i, ii, iii, iv, vi | دیر نظام سنت بندیکت در قرن هشتم تأسیس شد و از آن زمان هم به عنوان یک مرکز معنوی و هم به عنوان یک مؤسسه آموزشی فعالیت می‌کرد. در قرن ۱۷ و ۱۸ به سبک باروک به‌طور گسترده گسترش یافت. صومعه نسخ خطی ارزشمند قرون وسطایی و مجموعه‌ای از گنجینه‌های هنری را در خود جای داده‌است. | [ ۲۵ ] |
| ۲  | Damülser Mittagspitze, 2,095m | برگنزروالد                                | فورآرلبرگ                 | ۱۹۹۴ | ۲۷iv, v               | این منطقه تا حد زیادی ساختار کشاورزی سنتی خود را حفظ کرده‌است، از جمله انواع خاصی از ساختمان‌های مزرعه‌داری، با روستاهایی که قدمت آن‌ها به قرن ۱۸ و ۱۹ می‌رسد. کارگاه‌های کوچک فرآوری نساجی گواه شروع اولیه توسعه صنعتی در منطقه است. | [ ۲۶ ] |
| ۳  | Damülser Mittagspitze, 2,095m | کلیسای جامع گورک                          | گورک کارینتیا             | ۱۹۹۴ | ۳۲i, iii, iv          | کلیسای جامع سابق گورک که قدمت آن به قرن دوازدهم بازمی‌گردد، یکی از شاخص‌ترین نمونه‌های کلیساهای رومی در اتریش است. از ویژگی‌های بارز کلیسا می‌توان به سرداب «صد ستونی»، محل دفن بنیان‌گذار، سنت هما گورک، و مجموعه‌ای غنی از نقاشی‌های دیواری اشاره کرد. | [ ۲۷ ] |
| ۴  | Hochosterwitz Castle          | دژ هوچوسترویتز                            | کرنتن                     | ۱۹۹۴ | ۳۱i, iii, iv          | این قلعه که یکی از باشکوه‌ترین قلعه‌های قرون وسطایی در اتریش است، بر روی صخره‌ای بلند بالای یک دشت قرار دارد. دسترسی به قلعه توسط ۱۴ دروازه مستحکم محافظت می‌شود. ساختار امروزی مربوط به قرن شانزدهم است. | [ ۲۸ ] |
| ۵  | Heiligenkreuz Abbey           | دیر هایلیگنکروز                           | هایلیگنکراویتس            | ۱۹۹۴ | ۳۰i, ii, iii, iv      | صومعه هایلیگنکروز یک صومعه سیسترسی‌ها است که در قرن دوازدهم تأسیس شد. بخش‌های قرون وسطایی این مجموعه حفظ شده و هنوز هم برای اهداف اصلی استفاده می‌شود، در حالی که سازه‌های بعدی به سبک باروک ساخته شد. | [ ۲۹ ] |
| ۶  | Steyr                         | معدن ارزبرگ و شهر قدیمی اشتایر            | اوبراسترایش               | ۲۰۰۲ | ۲۰i, ii, iii, iv      | منطقه ارزبرگ، بین شهرهای لئوبن و هایفلاو در اشتایر، محل ذخایر بزرگ سنگ آهن است. استخراج معادن روباز دامنه‌های کوه را دگرگون کرده‌است، در حالی که این منطقه دارای چندین تأسیسات مرتبط با گدازگری آهن و فعالیت‌های تجاری است. شهر قدیمی اشتایر یکی از مهم‌ترین شهرک‌های صنعتی تاریخی در اتریش است که در محل تلاقی دو رودخانه قرار دارد که هم صنعت آهن را رونق می‌داد و هم مسیرهای حمل و نقل را فراهم می‌کرد.                                  | [ ۳۰ ] |
| ۷  | Innsbruck                     | چشم‌انداز فرهنگی اینسبروک نوردکت و کاروندل | تیرول                     | ۲۰۰۲ | ۱۹i, ii, iii, iv      | شهر اینسبروک در محل اتصال چندین مسیر تجاری مهم تأسیس شد و از اواخر قرون وسطی به عنوان محل سکونت دوک‌ها، پادشاهان و امپراتوران عمل می‌کرد. برخی از مکان‌های دیدنی مهم عبارتند از گلدنس داچل و کلیسا که ماکسیمیلیان یکم، امپراتور مقدس روم را در خود جای داده‌است. این شهر بلافاصله در زیر کوه‌های نوردکت، بخشی از رشته کوه کاروندل واقع شده‌است که به دلیل مراتع آلپی یک مقصد گردشگری و به عنوان مهم‌ترین آنهاست.                            | [ ۳۱ ] |
| ۸  | Grossglockner                 | های تاورن                                 | کارنتیا، زالتسبورگ، تیرول | ۲۰۰۳ | ۱۶۴۵vii, viii, ix, x  | این پارک ملی زیستگاه گونه‌های گیاهی و جانوری آلپ است، در حالی که شاهد فرآیندهای ژئومورفولوژیکی شکل‌دهی به کوه‌ها است. بخشی از پارک را یخچال‌های طبیعی پوشانده‌است. گذرگاه‌های کوهستانی در این منطقه از هزاره دوم قبل از میلاد مهم بوده‌اند، در حالی که جاده کوهستانی گروسگلاکنر، که در دهه ۱۹۳۰ ساخته شد، یک دستاورد مهم و پیشگام است. | [ ۳۲ ] |
| ۹  | Hall in Tyrol                 | ضرابخانه هال این تیرول                    | تیرول                     | ۲۰۱۳ | ۵۸۰۱i, ii, iv         | نام شهر هال اولین بار در قرن سیزدهم ذکر شده‌است. زمانی که آرشیدوک زیگموند تیرول در سال ۱۴۷۷ ضرابخانه تیرولی را از مرانو به هال انتقال داد این شهر به شهرت رسید. ضرابخانه سکه‌های نقره‌ای باکیفیت به نام تالر تولید کرد و همچنین چندین نوآوری فنی مانند ضرب سکه‌های غلتکی را معرفی کرد که جایگزین ضرب سکه شد. مرکز تاریخی شهر به سبک گوتیک پسین، که تا حد زیادی دست نخورده باقی مانده‌است، نمونه ای از شهرسازی و توسعه شهری قرون وسطی است. | [ ۳۳ ] |
| ۱۰ | Grossglockner road            | جاده کوهستانی گروسگلاکنر                  | کارنتیا، سالزبورگ         | ۲۰۱۶ | ۶۰۷۴i, ii, iv         | این جاده در دهه ۱۹۳۰ پس از محبوبیت گردشگری در منطقه آلپ بالا در یک منظره کوهستانی بکر ساخته شد تا برای عموم مردم قابل دسترسی باشد. این جاده توسعه فنی ساخت جاده‌های کوهستانی مرتفع و مدیریت مکان‌های گردشگری در اوایل قرن بیستم را به نمایش می‌گذارد. | [ ۳۴ ] |

## میراث مشترک
1. ↑  به‌طور مشترک با  مجارستان
2. ↑  به‌طور مشترک با  فرانسه,  آلمان,  ایتالیا,  اسلوونی و  سوئیس
3. ↑  به‌طور مشترک با  آلبانی,  بلژیک,  بوسنی و هرزگوین,  بلغارستان,  کرواسی,  فرانسه,  آلمان,  ایتالیا,  مقدونیه شمالی,  لهستان,  جمهوری چک,  رومانی,  اسلواکی,  اسلوونی,  اسپانیا,  سوئیس و  اوکراین
4. ↑  به‌طور مشترک با  آلمان و  اسلواکی
5. ↑  به‌طور مشترک با  بلژیک,  فرانسه,  آلمان,  ایتالیا,  بریتانیا و  جمهوری چک

## یادداشت
1. ↑  از ۱۱۱ مکان مجزا در شش کشور پراکنده شده‌است که پنج مورد از آن در اتریش است. جنگل‌های کهنسال راش کارپات و مناطق دیگر اروپا شامل ۷۸ سایت مجزا است که در دوازده کشور پراکنده شده‌اند. ۴۶ سایت لیمس دانوبی در اتریش وجود دارد که روی نقشه نشان داده نشده‌اند.